# Five Nations 1949
Die Ausgabe 1949 des jährlich ausgetragenen Rugby-Union-Turniers Five Nations (seit 2000 Six Nations) fand zwischen dem 15. Januar und dem 26. März statt. Turniersieger wurde Irland, das mit Siegen gegen alle britischen Mannschaften die Triple Crown schaffte.

## Teilnehmer
| Land       | Stadion                        | Stadt             | Kapitän                |
| ---------- | ------------------------------ | ----------------- | ---------------------- |
| England    | Twickenham Stadium             | London            | Nim Hall / Ivor Preece |
| Frankreich | Stade Olympique Yves-du-Manoir | Colombes          | Guy Basquet            |
| Irland     | Lansdowne Road                 | Dublin            | Karl Mullen            |
| Schottland | Murrayfield Stadium            | Edinburgh         | Doug Keller            |
| Wales      | Cardiff Arms Park / St Helen’s | Cardiff / Swansea | Haydn Tanner           |

## Tabelle
|    | Land       | Spiele | Siege | Unent. | Ndlg. | Spiel- punkte | Diff. | Tabellen- punkte |
| -- | ---------- | ------ | ----- | ------ | ----- | ------------- | ----- | ---------------- |
| 1. | Irland     | 4      | 3     | 0      | 1     | 41:24         | + 17  | 6                |
| 2. | England    | 4      | 2     | 0      | 2     | 35:29         | + 6   | 4                |
| 2. | Frankreich | 4      | 2     | 0      | 2     | 24:28         | − 4   | 4                |
| 2. | Schottland | 4      | 2     | 0      | 2     | 20:37         | − 17  | 4                |
| 5. | Wales      | 4      | 1     | 0      | 3     | 17:19         | − 2   | 2                |

## Ergebnisse
| 15. Januar 1949 | Frankreich | 0 : 8         | Schottland                                        | Stade Olympique Yves-du-Manoir, Colombes Zuschauer: 28.000 Schiedsrichter: Thomas Pearce (England) |
| 15. Januar 1949 |            | (0:3) Bericht | Versuche: Elliot Kininmonth Erhöhungen: Allardice | Stade Olympique Yves-du-Manoir, Colombes Zuschauer: 28.000 Schiedsrichter: Thomas Pearce (England) |

| 15. Januar 1949 | Wales                              | 9 : 3         | England         | Cardiff Arms Park, Cardiff Zuschauer: 51.000 Schiedsrichter: Hamilton Lambert (Irland) |
| 15. Januar 1949 | Versuche: Meredith L. Williams (2) | (3:3) Bericht | Dropgoals: Hall | Cardiff Arms Park, Cardiff Zuschauer: 51.000 Schiedsrichter: Hamilton Lambert (Irland) |

| 29. Januar 1949 | Irland                  | 9 : 16        | Frankreich                                                            | Lansdowne Road, Dublin Zuschauer: 35.000 Schiedsrichter: Thomas Pearce (England) |
| 29. Januar 1949 | Straftritte: Norton (3) | (6:8) Bericht | Versuche: Basquet Lassègue Erhöhungen: Prat (2) Straftritte: Prat (2) | Lansdowne Road, Dublin Zuschauer: 35.000 Schiedsrichter: Thomas Pearce (England) |

| 5. Februar 1949 | Schottland            | 6 : 5         | Wales                                   | Murrayfield Stadium, Edinburgh Zuschauer: 57.000 Schiedsrichter: Hamilton Lambert (Irland) |
| 5. Februar 1949 | Versuche: Gloag Smith | (3:0) Bericht | Versuche: B. Williams Erhöhungen: Trott | Murrayfield Stadium, Edinburgh Zuschauer: 57.000 Schiedsrichter: Hamilton Lambert (Irland) |

| 12. Februar 1949 | Irland                                                              | 14 : 5        | England                                   | Lansdowne Road, Dublin Schiedsrichter: R. A. Beattie (Schottland) |
| 12. Februar 1949 | Versuche: McKee O’Hanlon Erhöhungen: Norton Straftritte: Norton (2) | (9:5) Bericht | Versuche: van Ryneveld Erhöhungen: Holmes | Lansdowne Road, Dublin Schiedsrichter: R. A. Beattie (Schottland) |

| 26. Februar 1949 | England                                                | 8 : 3         | Frankreich         | Twickenham Stadium, London Zuschauer: 70.000 Schiedsrichter: Trevor Jones (Wales) |
| 26. Februar 1949 | Versuche: Cannell Erhöhungen: Holmes Dropgoals: Preece | (5:0) Bericht | Dropgoals: Alvarez | Twickenham Stadium, London Zuschauer: 70.000 Schiedsrichter: Trevor Jones (Wales) |

| 26. Februar 1949 | Schottland             | 3 : 13        | Irland                                                            | Murrayfield Stadium, Edinburgh |
| 26. Februar 1949 | Straftritte: Allardice | (0:5) Bericht | Versuche: McCarthy (2) Erhöhungen: Norton (2) Straftritte: Norton | Murrayfield Stadium, Edinburgh |

| 12. März 1949 | Wales | 0 : 5   | Irland                                | St Helen’s, Swansea Zuschauer: 40.000 Schiedsrichter: Thomas Pearce (England) |
| 12. März 1949 |       | Bericht | Versuche: McCarthy Erhöhungen: Norton | St Helen’s, Swansea Zuschauer: 40.000 Schiedsrichter: Thomas Pearce (England) |

| 19. März 1949 | England                                                              | 19 : 3        | Schottland         | Twickenham Stadium, London Schiedsrichter: Hamilton Lambert (Irland) |
| 19. März 1949 | Versuche: Guest Hosking Kennedy van Ryneveld Erhöhungen: Travers (2) | (3:0) Bericht | Erhöhungen: Wilson | Twickenham Stadium, London Schiedsrichter: Hamilton Lambert (Irland) |

| 26. März 1949 | Frankreich                             | 5 : 3         | Wales           | Stade Olympique Yves-du-Manoir, Colombes Zuschauer: 41.000 Schiedsrichter: Hamilton Lambert (Irland) |
| 26. März 1949 | Versuche: Lassèque Erhöhungen: Alvarez | (0:3) Bericht | Versuche: Jones | Stade Olympique Yves-du-Manoir, Colombes Zuschauer: 41.000 Schiedsrichter: Hamilton Lambert (Irland) |